# Habronattus formosus
Habronattus formosus es una especie de araña saltadora del género Habronattus, familia Salticidae. Fue descrita científicamente por Banks en 1906.
Habita en los Estados Unidos.